# Lovers (romanzo)
Lovers è un romanzo dell'autrice italiana Isabella Santacroce del 2001.
Il titolo ("Amanti" in inglese) si riferisce al fatto che l'autrice nel testo tratta diversi tipi di amore.

## Trama
Virginia è una diciottenne romana che un giorno incontra in un parco Elena, una ragazza sua coetanea che diventa subito la sua migliore amica. Quando viene introdotta nella famiglia di Elena, Virginia rimane affascinata da Alessandro, il padre di lei, e si mette a fantasticare sul suo conto. Ne diventa l'amante, ma al contempo è tormentata dai sensi di colpa, perché le sembra di aver tradito Elena. Per cercare di rinsaldare il loro rapporto d'amicizia, accetta di passare con lei sola una vacanza a Positano, nella casa che i genitori di Elena possiedono là.
Nonostante i momenti d'intimità passati insieme, Virginia si accorge che tra loro due si è creata una frattura insanabile; accetta il corteggiamento di un ragazzo conosciuto in loco e ha con lui un rapporto sessuale. Riceve una telefonata da Alessandro, che le chiede di rivedersi, ma la ragazza rifiuta. Torna allora a casa in anticipo, senza avvertire i suoi genitori, e si accorge che sua madre è a letto con un altro uomo.
Nei giorni successivi, Virginia cerca di affrontare la questione con sua madre, ma questa, ignara di essere stata scoperta, non si sbottona. Accade poi che Elena, indispettita dall'atteggiamento di Virginia verso di lei, l'accusi di avere una tresca con suo padre. Quella che nelle sue intenzioni sarebbe dovuta essere solo una calunnia viene invece confermata da Virginia; Elena ne è devastata e si uccide gettandosi in mare.

## Stile
Il romanzo è diviso in brevi capitoletti numerati, scritti in una sorta di prosa ritmica con frequenti a capo.

## Edizioni
- Isabella Santacroce, Lovers, collana Strade blu, Milano, Mondadori, 2001, ISBN 88-04-49431-X.
- Isabella Santacroce, Lovers, collana Piccola biblioteca Oscar, n. 294, Milano, Mondadori, 2002, ISBN 8804505818.